# Погребной, Алексей Иванович
Алексей Иванович Погребной — (род. 14 июня 1947, с. Константиновка, Амурская область, СССР) — российский режиссёр-документалист, Заслуженный деятель искусств Российской Федерации (1998), лауреат двух Государственных премий Российской федерации (2000, 2004). Художественный руководитель ООО Киновидеостудия «Вятка».
Член Академии Российского телевидения, член Российской Академии кинематографических искусств «Ника», член Евразийской академии телевидения и радиовещания.

## Биография
Погребной Алексей Иванович родился в 1947 году на Дальнем Востоке в селе Константиновка Амурской области. В 1970 году окончил театрально-режиссёрское отделение Московского государственного института культуры, а в 1978 — Ленинградский институт театра, музыки и кинематографии по специальности — режиссёр телевидения (мастерская Д. И. Карасика).
На телевидении работает с 1971 года. Первое время в Приморье и Амурской области, а с 1974 года в должности кинорежиссёра на Кировском областном телевидении. С 2002 по 2009 совмещает творческую работу режиссёра и сценариста с руководством студией «Вятка-телефильм». В настоящее время — кинорежиссёр, художественный руководитель ООО "Киновидеостудия «Вятка».
Он снял около 100 фильмов, получивших более 170 наград российских и международных кино и теле фестивалей. В фильмах Алексея Погребного прослеживается многолетний пристрастный интерес к жизни российской провинции. Его герои — люди самые обычные, внешне ничем не примечательные.
В основном — это деревенские жители. Через их судьбы режиссёр воссоздает на экране неповторимый образ российской глубинки.
В большинстве своих фильмов Алексей Погребной является и сценаристом. Первым из мастеров отечественного неигрового кино он обращается к жанру многосерийного документального телеромана. Телесериал «Лешкин луг», снимавшийся на протяжении двадцати лет, это и документ времени, и конкретная судьба двух поколений фермерской семьи в пору серьезных социальных и экономических перемен, происходивших в России на исходе ХХ и в начале XXI веков.
В жанре телесериала им сняты трилогии — «Жили-были» и «Деревенская жизнь Владимира и Татьяны», «Азбука любви». И каждая из них охватывает сложнейшие этапы в жизни общества и отдельного человека на протяжении десятилетий. Его излюбленный жанр — наблюдение за жизнью героев, размеренное, чуткое к деталям повествование.
Наряду с этим Алексей Погребной создает цикл веселых и грустных лент под общим названием «Вятские характеры» о людях, живущих на свой лад, о тех, кого в народе называют чудаками. Характерны названия этих фильмов: «Коля Модный», «Спартанец», «В деревне Кукарековке», «Ау-у! Вселенная!», «Окраина» (Задворки), «Железный Генрих», "Вятская «Кукарача», «Весёлая околица».

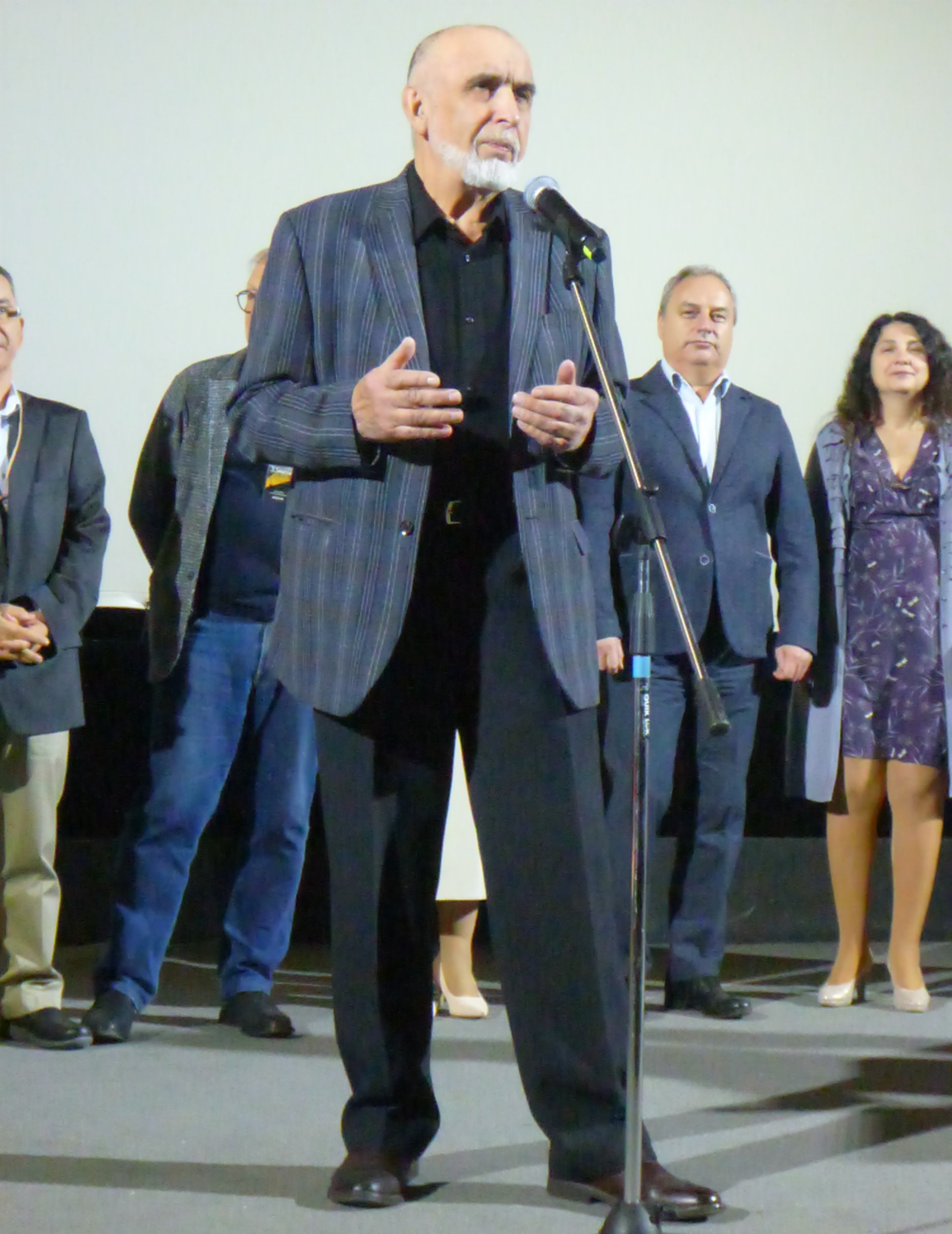
Алексей Погребной в качестве председателя жюри телевизионных документальных фильмов на открытии 33-го фестиваля «Россия», 1 октября 2022 года

Удивительные человеческие судьбы открываются нам и в фильмах-портретах — учительница французского языка сельской школы-интерната Валентина Елсукова из фильма «Предзимье», бывший алкоголик, марафонец Анатолий Каратаев из фильма «Вся оставшаяся жизнь», героиня фильма Извините, что живу... инвалид детства Вера Казакова, деревенский житель, фотохудожник, поэт и философ Николай Зыков из фильма «Деревенский фотограф», забайкальский плотник Поликарп Судомойкин — герой фильма «Нежный жанр», которого по выходе на пенсию «посетила муза», и он стал писать иконы и непреходящую женскую красоту.

## Фильмография (в сокращении)
- 1977 — Вологда
- 1977 — Деревенские невесты
- 1979 — Адрес прежний-деревня
- 1980 — У всей деревни на виду
- 1982 — Пригласительный билет
- 1982—1999 Деревенская жизнь Владимира и Татьяны (трилогия)
- 1984 — Папа купил автомобиль
- 1985 — Право на диплом
- 1987—1998 Жили-были (трилогия)
- 1988 — После праздника
- 1988 — На уровне травы
- 1990—2010 Лёшкин луг (документальный телероман, 12 серий).
- 1991 — Письма из России
- 1992 — Коля Модный
- 1992 — Атарская лука
- 1992 — Предзимье
- 1992 — Мне голос был
- 1993 — Спартанец
- 1995 — В деревне «Кукарековке»
- 1999 — Вся оставшаяся жизнь
- 2000—2010 Азбука любви (трилогия)
- 2001 — Паутина
- 2002 — Извините, что живу...
- 2003 — Счастливчик
- 2003 — Окраина (Задворки)
- 2006 — Железный Генрих
- 2006 — Деревенский фотограф («Дом»)
- 2007 — Две жизни Ясобуро Хачия
- 2008 — Вятская «Кукарача
- 2009 — Нежный жанр
- 2012 — Искусство на кончиках пальцев
- 2012 — Липоване. Дунайская Венеция»
- 2015 — Весёлая околица

## Фестивали и награды

##### Государственные награды
- 1998 год — Заслуженный деятель искусств Российской Федерации (26 января 1998 года) — за заслуги в области искусства[1].

##### Медали, премии и специальные дипломы
- 2007 год — Памятная медаль и Почётный диплом «За огромный вклад в развитие российского документального кино» от оргкомитета ХVП Международного кинофестиваля документальных, короткометражных игровых и анимационных фильмов «Послание к Человеку» С-Петербург.
- 2007 год — Серебряная медаль «За заслуги в сохранении Русской культуры» Межотраслевой объединенный комитет по наградам. Удостоверение № 399 от 8 июня 2007 г.
- 2009 год — Специальный диплом II-го Всероссийского фестиваля документальных фильмов «Соль земли» Алексею Погребному «За большой вклад в развитие документального кино России» г. Самара.
- 2013 год — Золотая медаль «За заслуги» в знак большого вклада в развитие Международного кинотелефорума «Вместе», Ялта.
- 2013 год — Почётный знак «За заслуги в развитии печати и информации» (28 ноября 2013 года, Межпарламентская ассамблея СНГ) — за значительный вклад в формирование и развитие общего информационного пространства государств — участников Содружества Независимых Государств, реализацию идей сотрудничества в данной сфере[2]
- 2016 год — Национальная премия «Лавровая ветвь» «За вклад в кинолетопись и в документальный кинематограф». Москва.
- 2017 год — Премия «Золотое перо России» «За высокие творческие достижения в документальном кино»[3].

За документальный телероман «Лёшкин луг» (12 серий) 1990—2010 гг.
- 1996 год — VII ОКФ Открытый фестиваль документального кино «Россия», ГРАН-ПРИ, приз «За лучший телевизионный фильм», приз Ареопага критиков «За новое слово в отечественной документалистике», приз «Памяти Дзиги Вертова»- «За режиссёрское мастерство» г. Екатеринбург.
- 1997 год — Номинант национальной кинематографической премии «Ника» г. Москва.
- 1997 год — Участник Всемирной Конференции «ИНПУТ-97», Франция.
- 2000 год — Лауреат Государственной премии Российской федерации в области литературы и искусства за 1999 год
- 2010 — XV1-й Международный кинофестиваль о правах человека «Сталкер», Приз жюри «СТалкер» и Приз гильдии киноведов «Золотой слон», Москва.

За трилогию "Деревенская жизнь Владимира и Татьяны ", Фильм второй «Опустевший дом» 1997 г.
- 2002 год — V-й Международный телефестиваль «АГРО −97», ГРАН-ПРИ и Приз "За операторское мастерство, Варшава.

За фильм «Извините, что живу...», 2002 г.
- 2002 год — Главный приз «Серебряный Нанук» «За лучший полнометражный фильм» на IV-ом Международном фестивале документального кино «Флаэртиана», г. Пермь.
- 2002 год — Номинант премии «ТЭФИ»" г. Москва.
- 2002 год — Международный кинофестиваль «Послание к Человеку», Гран-при «Золотой кентавр» «За лучший полнометражный фильм», С-Петербург.
- 2002 год — Главный приз в конкурсе неигрового кино кинофестиваля «Окно в Европу» г. Выборг.
- 2002 год — Премия «ТЭФИ-регион» "За лучший телевизионный фильм и Специальный диплом Национальной ассоциации телерадиовещателей «За высокий профессионализм» г. Екатеринбург.
- 2002 год — VI МФК"Золотой бубен" Главный приз «Золотая богиня» за лучший документальный фильм г. Ханты-Мансийск.
- 2002 год V-й Евразийский телефорум, Специальный приз жюри «За лучшую режиссуру», г. Москва.
- 2002 год — Главный приз «За лучший полнометражный телевизионный фильм» Национальной премии в области неигрового кино и телевидения «„Лавровая ветвь“» Москва, 2002.
- 2002 — I-Й Кинофестиваль «Кино без барьеров», Главный приз в разделе документальных фильмов
- 2003 год — Номинант премии «Ника» в номинации «Лучший неигровой фильм» Москва.
- 2004 год — Лауреат Государственной премии Российской федерации в области литературы и искусства за 2003 год.

За фильм «Окраина» («Задворки»), 2003—2004 гг.
- 2004 год — Победитель Всероссийского конкурса журналистов «Лица Российской провинции», г. Москва.
- 2006 год — Главный приз «За лучшую работу антрополога» V-го Всероссийского фестиваля антропологических фильмов, г. Салехард, 2006 г.
- 2006 год — Главный приз в номинации «Мир знаний» 1Х-й Евразийский телефорум г. Москва.
- 2007 год — Второй Всероссийский православный Сретенский кинофестиваль «ВСТРЕЧА», Главный приз «Большой хрустальный подсвечник» «За лучшую режиссёрскую работу», г. Обнинск.

За фильм «Счастливчик» 2004 г.
- 2003 год- Лауреат Всероссийского конкурса журналистов «Лица Российской провинции», г. Москва.
- 2004 год — Номинант Премии ТЭФИ-2004 г. Москва.
- 2005 год — Премия «ТЭФИ-РЕГИОН, 2004» «За лучшую режиссёрскую работу», г. Сочи.

За фильм Две жизни Ясобуро Хачия, ( «Русская любовь самурая»), 2006 г.
- 2006 год — VI-й Международный кинофестиваль «Послание к Человеку», Гран-при «Золотой кентавр» «За лучший полнометражный фильм», С.-Петербург.
- 2006 год — Номинант премии «ТЭФИ-2006», г. Москва
- 2006 год — Национальная премия «ЛАВР», Главный приз за Лучший полнометражный фильм г. Москва.
- 2007 год — XII-й Международный фестиваль православного кино и телепрограмм «Радонеж», Серебряная медаль Сергия Радонежского и диплом 1 степени, г. Москва, 2007 г.
- 2010 год — XI-й Международный Кинотелефорум «Вместе», Главный приз «Золотая Таврида» за лучший документальный фильм, г. Ялта.

За фильм «Железный Генрих» 2006—2007 гг.
- 2006 год — III-Й Международный кинофестиваль «Кино без барьеров» Главный приз «За лучший полнометражный фильм» Москва.
- 2007 год — Главный приз Всероссийского конкурса журналистов «Преодоление», г. Москва.
- 2007 год — VIII-й Международный кинотелефорум «Вместе», Специальный приз жюри «За блестящее раскрытие темы и высокое профессиональное мастерство» г. Ялта.
- 2007 год — Х1 МФК «Золотой бубен», Главный приз «Золотая богиня», г. Ханты-Мансийск.
- 2007 год — Главный приз за лучшую режиссуру «ТелеПрофи» г. Саратов, 2007 г.
- 2007 год — Всероссийский фестиваль «Интеграция», ГРАН-ПРИ Международной академии телевидения и радио г. Москва.
- 2008 год — III Международный православный Сретенский кинофестиваль «ВСТРЕЧА», Главный приз «Большой хрустальный подсвечник» «За лучший документальный фильм», г. Обнинск.
- 2008 год — Лауреат МФК «СУПЕРФЕСТ», г. Беркли, Калифорния, США.

За фильм «Деревенский фотограф», («Дом») 2007 г.
- 2007 год — ХV1 Международный кинофорум «Золотой Витязь», Главный приз «Золотой Витязь» за лучший короткометражный документальный фильм г. Пятигорск.
- 2007 год — 1V Российский фестиваль телепрограмм и фильмов «Берега»,ГРАН-ПРИ, г. Таруса.
- 2007 год — Международный фестиваль телевизионных программ и фильмов «ТелеПрофи» — Главный приз в номинации «Телевизионный фильм» г. Саратов.
- 2008 год — Номинант "Премии "Ника"г. Москва.
- 2008 год — Телевизионный конкурс «ТЭФИ-Регион 2007», Главный приз «Золотой Орфей» в номинации «Режиссёр телевизионной программы, фильма», г. Москва.
- 2008 год — ГРАН-ПРИ 1Х Международного телекинофорума «Вместе» г. Ялта, 2008 г.
- 2008 год — XV Международный кинофестиваль «Листопад»,Специальный диплом жюри «За поэтический рассказ о человеке и времени», Минск.

 За фильм "Вятская «Кукарача» 2008 г.
- 2008 год — V1 Международный фестиваль телепрограмм и фильмов «Берега», Главный приз за «Лучший документальный фильм», г. Таруса.

За фильм «Нежный жанр», 2009 г.
- 2009 год — V1-й МФК «Саратовские страдания», Главный приз «Саратовская гармонь» — г. Саратов.
- 2010 год — III Международный кинофестиваль телепрограмм и фильмов «Северный характер», Главный приз в номинации «За искреннее изображение провинциальной жизни» — г. Мурманск.
- 2011 год — Российский фестиваль антропологических фильмов, Приз жюри «Лучшая режиссёрская работа», г. Екатеринбург.

За фильм «Искусство на кончиках пальцев» 2012 г.
- 2012 год — XI Всероссийский конкурс СМИ «Патриот России»,Главный приз в номинации «Моя Россия», г. Воронеж.
- 2013 год — Первый Международный кинофестиваль «Славянская сказка», Специальный приз жюри «Святой Георгий Победоносец» г. София, Болгария.
- 2013 год — Х-й Всероссийский Фестиваль телепрограмм и фильмов «Берега», Главный приз "За «Лучший документальный фильм» г. Таруса.
- 2013 год — Премия Союза журналистов РФ «За профессиональное мастерство» г. Москва, 2014 г.

За фильм «Азбука любви» 2012 г.
- 2012 год — ГРАН-ПРИ IX-го Всероссийского Фестиваля телепрограмм и фильмов «Берега», Калуга, 2012 г.

За фильм «Веселая околица», 2015 г.
- 2015 год — ХХV1 Международный Открытый фестиваль документального кино «Россия», Приз за лучший фильм в номинации «Человек-созидатель», г. Екатеринбург.
- 2016 год — Серебряная медаль Всероссийского конкурса СМИ «„Патриот России-2016“
- 2016 год — Специальный приз жюри „Святой Георгий“ 2-й Международный теле кинофестиваль „Славянская сказка“, Болгария, София.
- 2016 г. Лауреат Всероссийского конкурса на лучшее журналистское произведение года „За высокие творческие достижения в искусстве документального кино“ г. Москва.

## Публикации
- Бушмелева, Т. Наша жизнь интереснее любой выдумки!: [о творчестве А. Погребного] // Вести. — 2000. — 24-30 марта (№ 12). — С. 6.
- Бушмелева, Т. Президент награждает режиссёра, режиссёр — героиню: [беседа с А. Погребным] // ТДТ. — 2004. — 4 июля (№ 24). — С. 1, 28-29.
- Бушмелева, Т. „От деревенского фотографа до оскароносца“. // Журнал „Товар-деньги-товар“ 2012 г. № 11.
- Владимирова Н.»Вятские характеры." // «Наш город», Киров — 2017. 8 июня. Архивная копия от 21 февраля 2018 на Wayback Machine
- Гусева А. Благородные тропы кино.// Вечерняя Москва. — 2016. — 29 сентября
- Зелёная лампа. Литературно-дискуссионный клуб. Встреча с режиссёром Алексеем Погребным в библиотеке им. Герцена г. Киров 3 декабря 2009.  Архивная копия от 21 февраля 2018 на Wayback Machine
- К 70-ти летию А. Погребного // О. В. Самсонова Алексей Погребной и его герои / Л. В. Смирнова Провинциальное кино / А. Мальцев «Есть чувство правды в сердце человека…»: (Размышления о сериале А. Погребного «Лёшкин луг») / Т. Куштевская  Слово о деревенском фотографе / М. Камионский Вы работаете для Истории. Герценка: Вятские записки [Текст] : [науч.-попул. альм.] / Киров. ордена Почёта гос. универс. обл. . науч. б-ка им. А. И. Герцена ; редкол.: Н. П. Гурьянова (сост.) [и др.]. – Киров, 2016. – Вып. 30. – 288 с. : ил  Архивная копия от 17 июня 2017 на Wayback Machine
- Кировского режиссёра номинировали на «Тэфи» // Комс. правда. — 2008. — 13 сент.  (недоступная ссылка)
- Лазарева, М. «Свой дом», или конец Лёшкиного луга // Вят. наблюдатель. — 2007. — 8 июня (№ 23)
- Лазарева М. В ожидании музы. // Вятский наблюдатель — 2012. — 27.июля
- Лазарева, М. Последнее свидание с Лёшкиным лугом". // «Вятский наблюдатель». — 2010 г., № 51.
- Пересторонин, Н. Вятские характеры Алексея Погребного // Вят. край. — 2007. — 12 июня.
- Пермогорцева Ю. Жизнь на экране. Режиссёр /Алексей Погребной о проблемах документалистики // Аргументы и факты", 03.02.2016 г.  Архивная копия от 6 июля 2017 на Wayback Machine
- Погребной, А. Большое кино про «маленького человека»: [беседа с режиссёром А. Погребным] / Беседовала М. Лазарева // Вятский наблюдатель . — 2004. — 5 нояб. (№ 45). — С.23.
- Погребной, А. Искусство — это нарушение норм: [интервью с А. Погребным] / Беседовал А. Аннушкин // Учит. газ. — 2003. — 24 июня (№ 26)  Архивная копия от 21 февраля 2018 на Wayback Machine
- Погребной, А. Кино должно давать надежду: [интервью с А. Погребным] / Записала Ю. Климычева // Амурская правда. — 2007. — 4 окт. Архивная копия от 13 мая 2007 на Wayback Machine
- Погребной, А. Кино сейчас существует как хобби [интервью] / Записала Н. Короткова // Вести. — 2007. — 10 авг.  (недоступная ссылка)
- Погребной, А. Связанные «железным веком»: [беседа с А. Погребным] / Записала М. Лазарева // Вятский наблюдатель. — 2006. — 17 февр. — С. 24.
- Рудницкая А. За непридуманную жизнь " 27.02. — 2004. — 27 февраля.
- Сергеева, Т. Человек, который не сдаётся: [о героине фильма «Извините, что живу…»] // ТДТ. — 2002. — 11 янв. — С. 34.

.